# Blue Ash (banda)
Blue Ash foi uma banda dos Estados Unidos, nativa de Youngstown, Ohio, formada no ano de 1969. Foram especializados em power pop, rock and roll e rock de garagem. Seus integrantes são Jim Kendzor (vocais), Bill "Cupid" Bartolin (guitarra / vocais), Frank Secich (baixo / vocais) e David Evans (bateria / vocais). Segundo Ralph Heibutzki, no Allmusic, o Blue Ash logo suscitou comparações com artistas como The Beatles e The Who. Sua música mais conhecida é "Abracadabra (Have You Seen Her?)", presente na coletânea de clássicos do power pop Poptopia! Power Pop Classics of The '70s. No mesmo site, o crítico Stephen Thomas Erlewine cita que seu álbum de estréia, No More, No Less (de 1973 e que contém a música citada), os tornou conhecidos como uma das principais bandas de power pop iniciais, ao lado dos Raspberries e Badfinger. A parte 1 do texto Blue Ash Music Rewiew, por Jade Blackmore, mostra que "o nome da banda foi tirado de uma verdadeira cidade em Ohio, Blue Ash, embora nenhum dos membros seja nascido ou criado lá.

## História

### 1969-1974: Início, Mercury Records
A biografia no Myspace oficial do grupo diz que iniciaram atividades no final do mês de julho de 1969, quando Frank Secich perguntou a Jim Kendzor, um cantor que ele conhecia, se ele não gostaria de formar uma banda. Não demoraram a recrutar os outros integrantes. Iniciam seus shows em um clube de sua cidade natal, chamado The Freak Out, em 3 de outubro de 1969. Em agosto de 1970, eles tocam a ópera rock Tommy em sua totalidade, no Steelworker's Hall. Depois de um ano de shows, em outubro de 1970, o guitarrista Bill "Goog" Yendrek, que, neste início, esteve com a banda, fora substiruído pelo guitarrista e compositor Bill "Cupid" Bartolin. No final de 1970, o grupo foi abordado por Bob Mack (DJ e promoter), que perguntou se eles gostariam de ir ao Sigma Sound Studios, na Filadélfia, para gravar. Ambicionaram acumular, graças àquela sessão em estúdio, uma enorme quantidade de material original e construir uma turnê com mais de 200 datas por ano, na Pensilvânia, Ohio, Nova Iorque e West Virginia. O grande interesse regional assegurou-lhes um contrato em 1973 com a Mercury Records. Ralph Heibutzki diz que o pesquisador de A&R, Paul Nelson, fora quem arrancou a demonstração do Blue Ash em meio a uma pilha de fitas não solicitadas (Ralph Heibutzki - Allmusic). Então voou para Youngstown, para ver o Blue Ash, e imediatamente começou a assinar com eles.
No More, No Less aparece naquele mesmo ano, em 25 de maio, contendo a música "Abracadabra (Have You Seen Her?)"; que também fora lançada em single no dia 15 de maio com "Dusty Old Fairgrounds" no lado B. Teve produção de John Grazier e o engenheiro de som foi Gary Rhamy. A edição em CD sai no ano de 2008 pelo Collectors' Choice Music (veja o Discogs). O Blue Ash Music Review diz que o quarteto, com visuais agradáveis, de cabelos longos, com jaquetas listradas e botas brancas, rebateram o visual hippie e desgrenhado das bandas de rock do meio-oeste na época. O disco ainda continha uma cover de uma música ainda não gravada por seu autor, mas pertencente à Bob Dylan, denominada "Dusty Old Fairgrounds" e proposta por Paul Nelson; além de uma parceria de John Lennon e Paul McCartney nos Beatles, "Any Time at All". Todas as outras músicas sendo compostas por Bill Bartolin / Frank Secich, exceto "What Can I Do for You?", que é de Jim Kendzor. No More, No Less recebeu elogios na imprensa rock, em revistas como Rolling Stone, Creem, Crawdaddy, Zoo World, Circus, Phonograph Record, New Times, Record World, Billboard, Rock Scene, Fusion; porém, não conseguiram atingir grandes vendagens de seu debut, o que os impossibilitou de lançar um segundo disco pela Mercury Records. O Myspace ainda cita que "abrindo para artistas como Bob Seger, Iggy Pop ou The Stooges, Ted Nugent, Nazareth, Aerosmith e muito mais, o Blue Ash, juntamente com Raspberries, Big Star e Badfinger, se tornaram os queridos de um novo som que mais tarde seria chamado de power pop". Lançam mais um single pela etiqueta, "Anytime At All" / "She's So Nice", antes de se despedirem, em maio de 1974.

### 1974-1979: Playboy Records, fim
Em junho de 1974 o baterista David Evans deixa o grupo, sendo substituído pelo roadie Jeff Rozniata. O grupo estava constantemente a gravar demos. Durante este tempo, entre 1974 e 1976, gravaram mais de 100 músicas. Em 1976 o produtor Steve Friedman se ofereceu para levá-los ao Miami's Criteria Studios. Gravaram quatro canções que Steve levou para Los Angeles, conseguindo um acordo com a Playboy Records. O primeiro 45 rpm, "Look At You Now", foi lançado em maio de 1977 e tornou-se um sucesso regional no sul dos EUA. A Playboy Records acabou oferecendo-lhes o acordo para um LP completo, Front Page News, que foi gravado em agosto de 1977 no estúdio LA's Village Recorders e lançado em outubro do mesmo ano. Estava vendendo bem, mas, no início de 1978, a Playboy Records fechou sua divisão de gravações e o Blue Ash ficou sem gravadora.
O grupo continuou tocando ao vivo e acrescentou o baterista George Grexa, o guitarrista Max Schang e os teclados de Brian Wingrove. Uma última sessão de gravação seria realizada em Peppermint, em 1979. Os membros originais Frank Secich, Jim Kendzor e Bill "Cupid" Bartolin, juntamente com o baterista Bob Tocco e Brian Wingrove, fizeram duas de suas faixas mais memoráveis: "Around Again" e "She Isn't There", que permaneceu inédita até agora. O Blue Ash separou-se em junho de 1979.

### 2003-2009: Retorno, morte de Bill "Cupid" Bartolin
Em julho de 2003, Frank Secich, David Evans, Jim Kendzor e Bill "Cupid" Bartolin se reuniram em Ohio para tocar mais uma vez, o que ocorre em novembro, no International Pop Overthrow da Filadélfia. Decidiram reformular a banda e lançaram Around Again em agosto de 2004, uma coleção de músicas em 2 CDs. A formação original era Jim Kendzor (vocal), David Evans (bateria), Bill "Cupid" Bartolin (guitarra) e Frank Secich (agora guitarra ritmo); além de compreender Jeff Rozniata (baterista entre 1974 e 1976) e outros músicos convidados. No verão de 2006, Frank Secich monta a banda Deadbeat Poets com músicos de outras formações. Lançam seu disco de estréia em 2007.
A revista eletrônica Goldmine afirma que Bill "Cupid" Bartolin morreu em 3 de outubro de 2009, com a idade de 58 anos.

## Discografia
- No More, No Less (1973) - Mercury Records
- Front Page News (1977) - Playboy Records
- Around Again (2004) - Not Lame Records